# Sankt Clemens kyrka, Lund

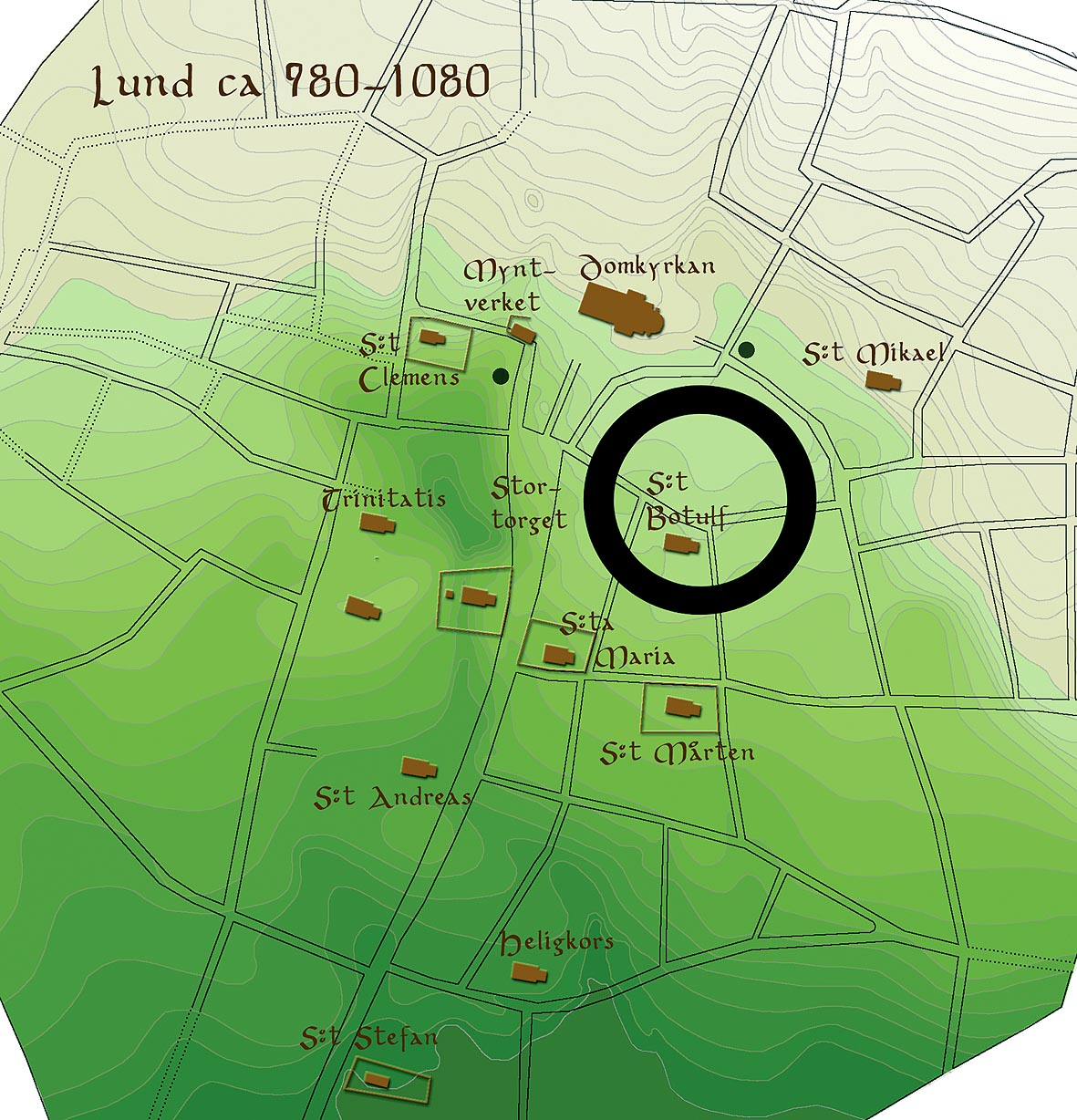
Karta över Lund omkring 980–1080, efter rekonstruktion av Sven Rosborn, 2004. Ett tänkbart läge för en trelleborg är inlagt.

Sankt Clemens kyrka var en katolsk kyrka i Lund som låg vid Klostergatan, strax väster om Stortorget. Den uppfördes först som en träkyrka på 960- eller 970-talet. En kyrka i sten byggdes på samma plats på 1000-talet. 
Kyrkan var helgad åt Sankt Clemens, som var Roms tredje biskop efter Petrus. Sådana kyrkor har i flera fall hittats i närheten av kung Harald Blåtands runda så kallade trelleborgar, och har också kunnat kopplas till kungsgårdar. Beträffande Lund verkar detta också vara fallet. Sankt Clemens kyrka låg i nuvarande kvarteret Apotekaren vid hörnet av Klostergatan och Stora Gråbrödersgatan, strax nordväst om den plats, där det från andra halvan av 960-talet till omkring år 985 förmodas ha funnits en trelleborg. Den låg också i sydvästra hörnet av det område som tillhörde kungsgården i Lund från slutet av 960-talet fram till 1375. Kyrkan byggdes först som en träkyrka och var Lunds äldsta kyrka, och kanske den första kyrkan i Skåne. 
Sankt Clemens stenkyrka byggdes troligen på Knut den Stores initiativ omkring år 1030. Den nämns i en skriftlig källa första gången 1334, och enligt en annan skriftlig källa från 1526 hade kungen patronatsrätt till kyrkan.
Kyrkan undersöktes arkeologiskt 1932 och 1935. Då hittades resterna av stenkyrkan, men också åtta stavar och en rund hörnstolpe som utgjort den östra delen av norra långhusväggen till den tidigare träkyrkan. Stenkyrkan var 19 meter lång och hade långhus och rakt kor utan absid. Den var byggd som en tidig romansk kyrka antingen med öppen takstol eller ett innertak av trä, och hade ingång både i norr och i söder.
Kyrkan tillbyggdes senare med ett torn i väster med invändig trappa och en gallerivåning, varifrån kyrkans patronat, som till exempel kungens familj, kunde följa mässan i kyrkan.